# Adrien De Groote

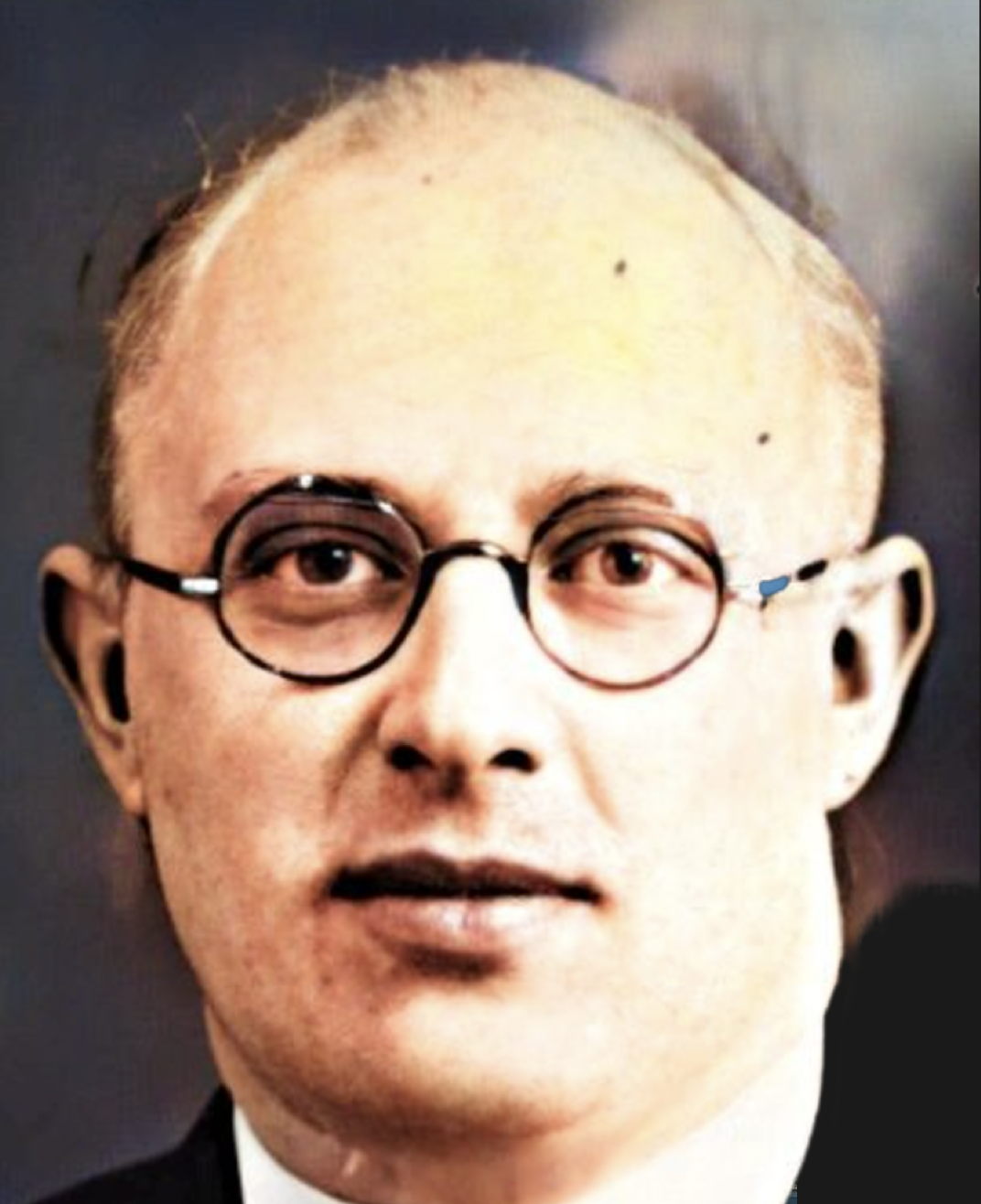
Adrien De Groote (1939)

Adrien De Groote (Destelbergen, 15 oktober 1910 — Dortmund, 10 maart 1944) was een lid van het verzet in Destelbergen in de provincie Oost-Vlaanderen ten tijde van de Tweede Wereldoorlog.
Hij was de tweede zoon uit het gezin van dr. Alfons Bernard De Groote en Ludovica De Pourquoy. De Groote had een oudere broer en twee zusters. Hij studeerde aanvankelijk geneeskunde en daarna rechten en voor deurwaarder.

## Tweede Wereldoorlog
De Groote was militair bij de aanvang van de Tweede Wereldoorlog, hij raakte gewond en werd krijgsgevangen genomen. Eens vrijgelaten trad hij toe tot het verzet, werd stichtend lid van de V-Liga en de geheime Gentse organisatie 'Overwinning en Vrijheid'. Hij werd ook lid van de verzetsgroep Beaver-Baton. Zijn activiteiten bestonden vooral uit spionage, hij pleegde geen wapengeweld. De Groote was leider van de  verzetsorganisatie in de regio Gent, die in 1941-42 zo'n 1.100 leden telde. Er was een onafhankelijk werkende groep in Destelbergen. 
De Groote werd in 1942 opgepakt door de Geheime Feldpolizei (GFP) en wekenlang ondervraagd door de Sipo-SDS in de gevangenis van Gent. In het kader van Nacht und Nebel werd hij zonder medeweten van de familie overgebracht naar Duitsland, eerst naar de gevangenis van Bochum en later naar strafkamp Esterwegen. Daar werd hij ter dood veroordeeld, hij werd onthoofd op 10 maart 1944 in Dortmund (Lübecker Hof). Pas in augustus 1945 raakte in Destelbergen bekend dat hij was geëxecuteerd.

## Postuum
De Groote is erkend als verzetsstrijder, kreeg de eretitel van deurwaarder en op zijn overlijdensakte werd in 1951 'stierf voor België' toegevoegd. In Destelbergen is een straat naar hem genoemd en in de voortuin van het gemeentehuis is een gedenkteken voor hem geplaatst.